# Stazione di El Casar
La stazione di El Casar è una stazione ferroviaria della linea Madrid-Valencia, situata a servizio del comune di Getafe, nella comunità autonoma di Madrid.

## Storia
La stazione ferroviaria di El Casar è stata costruita sulla linea Madrid-Valencia contemporaneamente alla costruzione della stazione della metropolitana. Sia la stazione ferroviaria che metropolitana hanno aperto al pubblico che l'11 aprile 2003.

## Movimento
Dalla stazione di El Casar transitano i treni delle linee C-3 e C-3a della rete di Cercanías di Madrid, nonché i servizi espressi, chiamati CIVIS, della linea C-3.

## Interscambi
La stazione consente l'interscambio con la fermata El Casar, capolinea della linea 12 della metropolitana di Madrid
Nelle vicinanze della stazione effettuano fermata alcune linee automobilistiche extraurbane, gestite da EMT Madrid.
- Fermata metropolitana (El Casar, linea 12)
- Fermata autobus